# 안톤 보이스

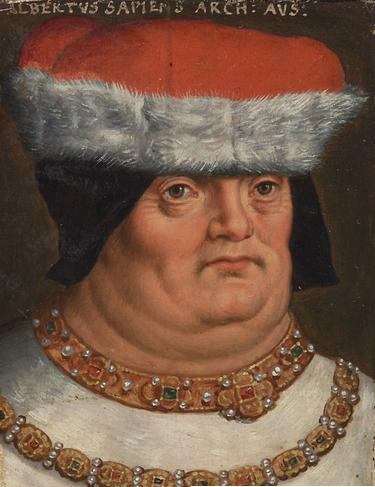
오스트리아의 알브레히트 2세

안톤 보이스(Anton Boys) 또는 안톤 바이스(Anton Waiss)(1530년에서 1550년 사이에 출생 – 1593년 이후 사망) 앤트워프에서 훈련을 받은 후 국제적인 경력을 쌓은 플랑드르의 화가이자, 제도가 및 판화 제작자로 이탈리아, 스페인, 프라하, 인스부르크 및 란츠후트로 건너갔다.
그는 오스트리아의 페르디난트 2세 대공의 궁정화가였으며, 그를 위해 합스부르크 왕가의 구성원들의 현대적이고, 역사적인 초상화 시리즈를 그렸다. 이러한 초상화 중 많은 부분이 미술사 박물관에 소장되어 있다. 보이스는 또한 합스부르크 왕가의 삶에서 중요한 사건의 중요한 목격자이자 삽화가였다. 그는 주요 제국 궁정에 황금 양모 훈장을 수여한 기념일에 대한 축하를 설명하는 책에 판화를 만들었다. 황실에 봉사하는 유력한 귀족 가문의 결혼식 연회를 실물 크기에 가깝게 묘사했다.

## 생애
작가는 당시 네덜란드 합스부르크에 위치한 앤트워프에서 태어났다. 생년월일은 알려지지 않았으며, 추정치는 1530년경에서 1550년경에 즈음한다. 1572년, 그는 앤트워프 세인트 루크 길드의 프리 마스터가 되었다.

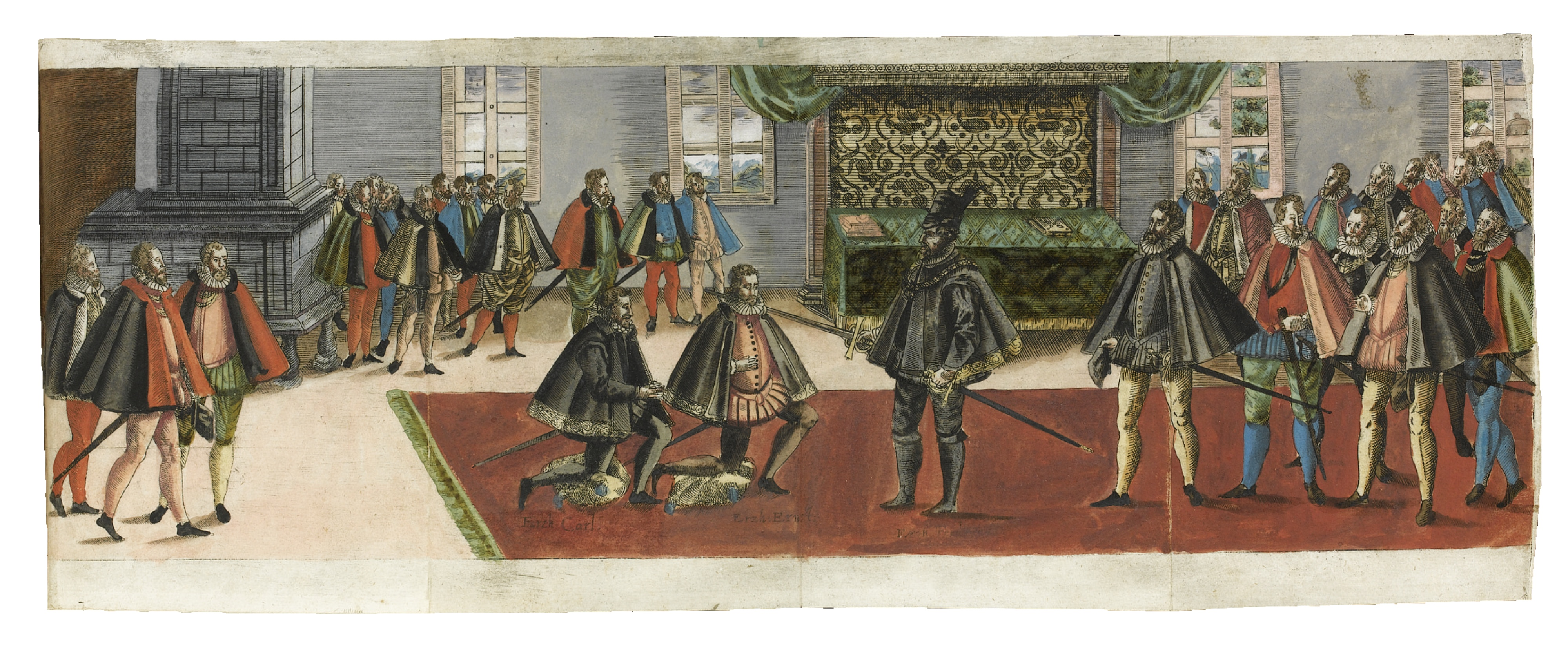
기사작위 수여 from the Ordentliche Beschreibung

1574년에서 1576년 사이에 그는 이탈리아와 스페인을 여행한 것으로 추정된다. 1575년경에 그는 야콥 한니발 1세 폰 호에넴스 백작에게 궁정 화가로 고용되었다. 1579년부터 1593년까지 작가는 프라하, 인스부르크, 란츠후트에서 활동한 것으로 기록되어 있다. 그는 1579년 오스트리아 대공 페르디난트 2세의 궁정화가로 임명되었고, 동시에 그의 작품 중 하나에 대해 320 길더를 받았다. 이즈음부터 작가는 ‘안토니 (안톤) 바이스’라는 독일식 이름을 사용하기 시작한다.
1580년 보이스는 인장을 수여를 받았고, 그로 인해 문장이나 갑옷을 입을 수 있는 권리가 주어졌다. 그는 인스부르크(1584년과 1586년)에서 궁정화가로 두 번 언급된다. 특히 1584년에 1,060 플로린이라는 거액을 받았다고 기록되어 있는데, 이는 화가의 상당한 활동을 시사한다.

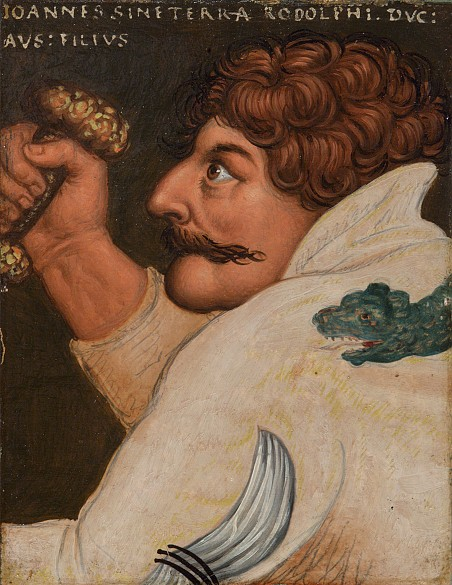
요한 파리키다

그는 1587년 인스브루크의 바바라 가이거와 결혼했고, 1589년 100 길더를 기부하여 가난한 사람들을 위한 재단을 설립했다. 1589년의 기록에 따르면 안톤 보이스의 건강이 악화되었고, 새로운 궁정 화가를 찾아야 했다.
화가가 언제 어디서 사망했는지는 알려지지 않았다. 그의 사망 시기는 1593년에서 1603년 사이로 추정된다.

## 작품

### 초상화가
궁정 화가로서 안톤 보이스의 역할은 황실 가문의 역사적 인물과 살아 있는 인물과 황후의 초상화를 그리는 것이었다. 이 미니어처 초상화 중 다수는 현재 비엔나의 미술사 박물관에 소장되어 있다. 안톤 보이스는 야콥 한니발 1세 I 백작을 위해 Ahnenbilder (선조의 초상화) 시리즈를 처음 작업했다. 그의 초상화는 더 오래된 원본을 따서 만들어졌기 때문에, 이 작품의 다소 고풍스러운 스타일을 설명한다. 그는 나중에 페르디난트 2세 대공을 위해 비슷한 일련의 조상 초상화를 만들었다.

### 일반 설명
보이스는 도나우의 딜링겐(Dillingen an der Donau)에서 1587년에 나온 책을 설명하는 판화의 저자로 추정된다. 이 책의 전체 제목은 로마서에서 행하는 장엄한 의식과 장신구에 대한 적절한 설명이다.
우리의 가장 자비로운 주이신 신성로마제국 황제가 다른 여러 대공, 왕자, 귀족과 함께 황금 양모 훈장을 수여받았던 이 85년 동안의 장엄한 예식과 우아한 행사에 대한 질서정연한 설명, 프라하와 란츠후트에서 (그리고) 앞의 설명과 기억에 더하여 이 주문의 기원과 의미에 대해 주로 알아야 할 사항과 이 설명에 유용한 많은 훌륭한 그림을 볼 수 있다.

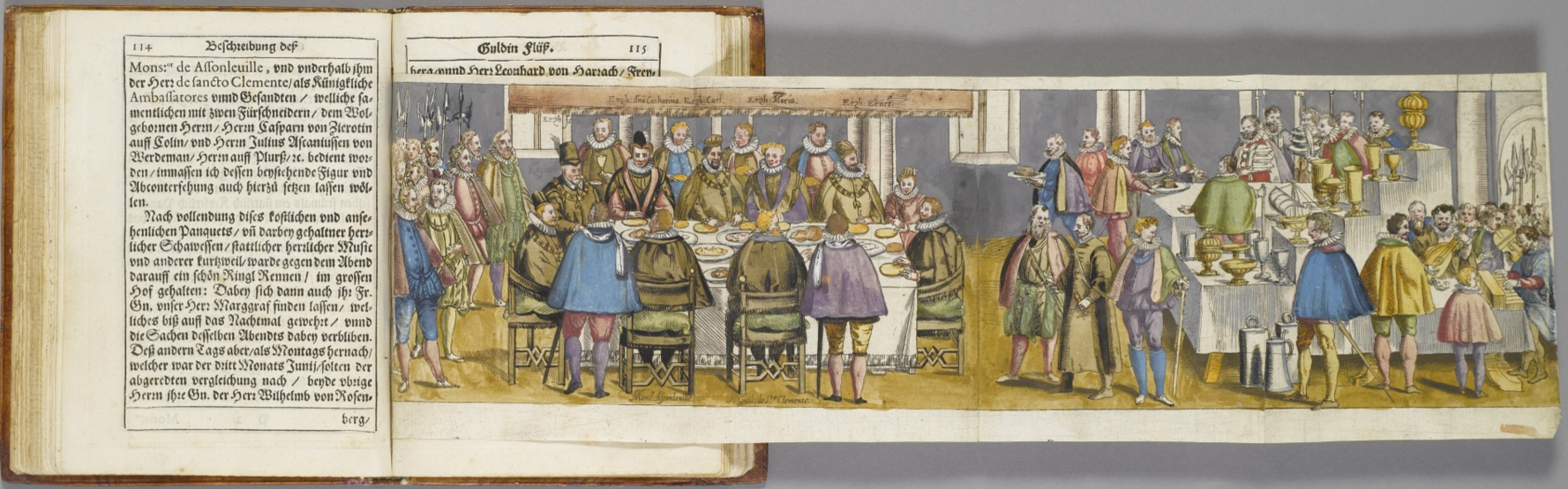
황궁 연회 from the Ordentliche Beschreibung

이 책은 오스트리아 대공 페르디난트의 비서인 파울 체헨터 폰 체헨트그루엡에 의해 쓰여졌다. 그것은 황제 루돌프 2세, 칼 대공과 에른스트, 그리고 몇몇 다른 왕자들과 귀족들에게 황금 양모 훈장을 수여한 때에 프라하와 란츠후트에서 거행된 의식과 축제에 대한 자세한 설명을 제공한다.
인장을 수여하기 위해 전체 법원은 인스부르크에서 프라하와 란츠후트를 거쳐 뮌헨으로 갔다가 다시 돌아왔다. 이 책은 여행의 각 정류장뿐만 아니라 저자 체헨터 폰 체헨트그루엡과 예술가 안톤 보이스를 포함한 위대한 수행원의 모든 구성원에 대해 설명한다. 안톤 보이스는 행사를 접는 판으로 책을 설명하도록 위임받았다. 이 접는 접시는 기병 전투, 의식, 미사 축하, 행렬, 연회, 테이블 장식, 총기 연습 및 불꽃놀이를 보여준다. 일부 사본에서는 이러한 판에 색상이 지정되어 있다. 소년들은 또한 기사단의 휘장, 완전한 예복을 입은 황금 양털 기사단의 기사 및 일련의 갑옷 문장을 묘사한 단일 페이지 판을 만들었다. 이 책의 알려진 사본 중 일부는 17개의 판으로 이루어져 있다. 베를린 장식품 소장소에 있는 사본은 불완전하며, 12개의 판만 있다. 이 책의 몇 부만이 존재하는 것으로 알려져 있다.

### 호헤넴스 가문의 연회
1578년 야콥 한니발 1세 폰 호헤넴스 백작은 안톤 보이스에게 호헤넴스 가문의 연회(독일어로 Hohenemser Festtafel로 알려짐 )라고 불리는 그림을 의뢰했다. 연회의 기회는 공작부인 그르가레타 폰 호헤넴스와 마드루츠의 포어투나트 남작(Fortunato Madruzzo)의 결혼식이었다. 이 그림은 역사적인 만찬을 상징한다고 하지만 결혼식 당시 이미 세상을 떠난 가족의 여러 세대 구성원이 포함되어 있다. 따라서 그 의미와 목적은 실제 사건의 기록을 넘어 확장된다. 오히려 테이블 주위에 배치된 인물들의 배열과 몸짓의 도상학은 정치적이고 왕조적인 메시지를 드러내고 많은 저명한 인물들이 포함된 호헤넴스 가문의 성공을 보여준다.

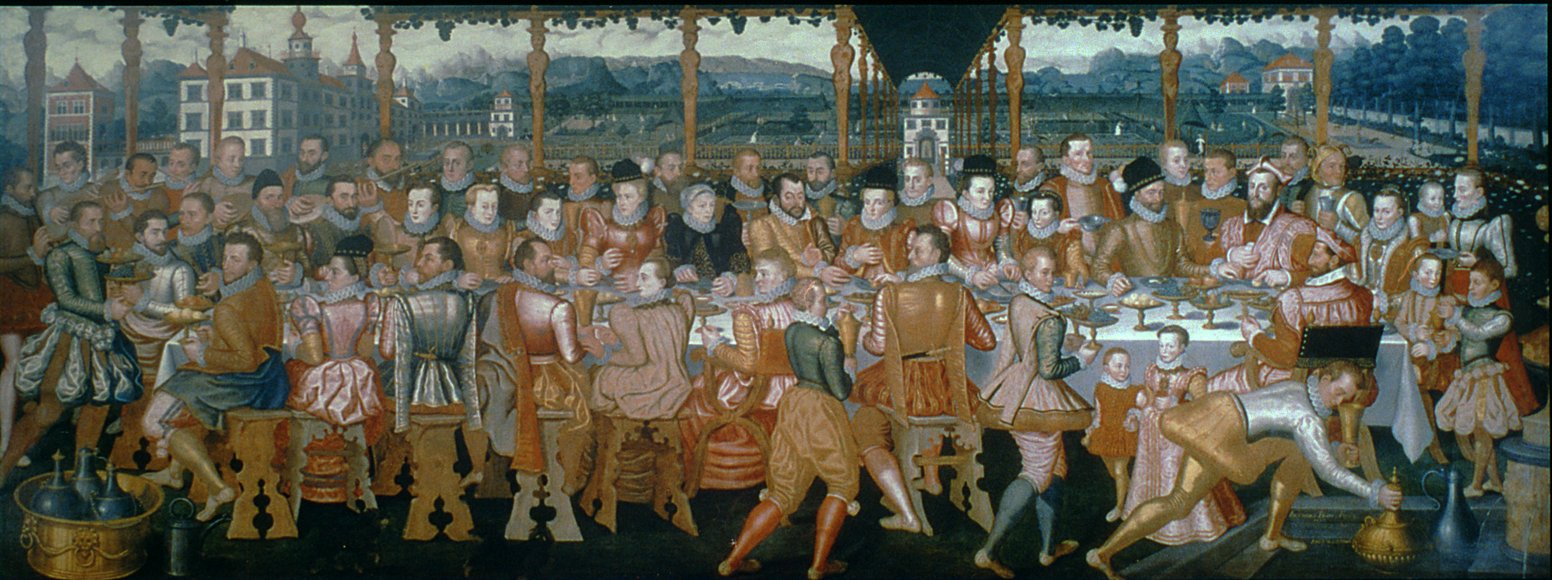
호헤넴스 가문의 연회

야콥 한니발 백작은 매우 유력한 가문의 자손이었고 그의 어머니 클라라(또는 끼아라) 데 메디치는 교황 비오 4세의 누이였다. 백작 자신은 합스부르크 왕가에 복무했으며, 바티칸 군대의 수장이기도 한 중요한 군사 지도자였다.
호헤넴스 가문의 연회는 주최 가문의 모든 중요한 구성원과 일부 그의 친구가 르네상스 궁전의 공원에 배치된 축제 테이블에 앉아 있는 것을 보여준다. 연회 테이블에는 모두 24명이 앉아 있으며 모두 신원이 확인되지 않았다. 배경에는 이상적인 산 풍경이 보인다. 그림은 높이 210cm, 너비 542cm의 대형사이즈이다. 이 크기 덕분에 작가는 실제 크기의 절반으로 장면에 등장하는 인물을 묘사할 수 있었다. 테이블의 첫 번째 줄에 앉는 사람들은 모두 옆모습에서 알아볼 수 있도록 고개를 옆으로 돌렸다.
검은 모자를 쓴 백작은 관객을 향한 테이블의 오른쪽에 앉는다. 그의 왼쪽에는 로마의 강력한 추기경이자 콘스탄스의 주교인 그의 형제 마르크 지티히가 있다. 마르크 지티히의 왼쪽에는 야콥 한니발 백작의 아내인 호르텐시아 보로메아가 그려져 있다. 그 반대편에 백작의 사촌 카를로 보로메오 추기경이 있는데, 이 추기경은 이후 가톨릭 교회에 의해 시복된 반종교 개혁의 지도자가 된다. 카를로 보로메오도 백작 부인의 이복형제였다. 백작은 막 그의 형제 마르크 지티히에게 작고 둥근 과일을 주는데, 그의 형제가 수락하여 그의 왼쪽 집게손가락으로 테이블 위에 고정되어 있다. 제스처는 형제 간의 긴밀한 관계를 보여준다. 또 다른 친밀한 장면은 웨딩 커플이 앉아 있는 테이블 중앙에서 펼쳐진다. 신랑 마드루츠의 포어푸나트 남작이 신부 마르가레타 폰 호헤넴스(주인의 누이)가 손에 들고 있는 접시 위의 배를 칼끝으로 찔르고 있다.
사진 중앙에 백작의 어머니 클라라 드 메디치(Clara de Medici)가 검은색 상복을 입고 나타나 있는데, 이는 혼인 잔치가 열릴 당시 이미 사망했기 때문에 자신의 죽음을 애도하는 것으로 보인다. 이 그림은 손님 외에도 하인, 음악가, 심지어 테이블 오른쪽 끝에 노란색 모자를 쓰고 잔을 들고 있는 궁정 광대를 묘사한다. 그림은 부유한 가문에서 디저트로만 먹던 과일과 설탕에 절인 과일, 과자로 가득 찬 높이 든 그릇으로 식탁이 가득 차서 식사의 끝을 보여준다. 전경에서 소믈리에가 뚜껑으로 보호된 금잔으로 술잔을 채우고 있다. 컵을 들고 있는 사람들은 그 후 잔을 요청한 손님에게 잔을 전해주고 있다.
이 그림은 당시 중부 유럽에서 그토록 영향력 있는 역할을 했던 백작의 가족에 대한 중요한 문서를 형성한다. 또한 당시 문화의 다양한 측면에 대한 통찰력을 제공한다. 예를 들어, 테이블에서 포크를 사용하는 사람은 단 한 명뿐인데, 이는 포크 사용이 그 당시 널리 보급되지 않았음을 나타낸다.